# Guillermo Agüero
Guillermo Agüero Reeves (Huari, Áncash, 21 de diciembre de 1930 − Huaura, Lima, 12 de febrero de 2023) fue un médico y político peruano. Fue alcalde de la provincia de Huaura desde 1998 hasta 2006.

## Biografía
Nació en el Distrito de Huari, el 21 de diciembre de 1930. Realizó sus estudios de Medicina en la Universidad Nacional Mayor de San Marcos. Se casó con la docente chacasina María Cafferata Agüero en 1955.

## Carrera política
Fue militante del Partido Aprista Peruano. Inició su participación en la política alcalde de la provincia de Huaura, para el período 1999-2002, como representante de Somos Perú, siendo reelecto para el período 2003-2006. No tuvo éxito en las elecciones del 2006 al Congreso de la República en las listas de Somos Perú (integrante del Frente de Centro).